# Cao đẳng kinh tế quốc dân ở Kutno
Trường cao đẳng kinh tế quốc dân ở Kutno  (pol. Wyższa Szkoła Gospodarki Krajowej w Kutnie, viết tắt - WSGK w Kutnie) - tổ chức giáo dục cao đẳng có trụ sở tại Kutno trên đường Lelewel 7, gần như ở trung tâm.
Trường cung cấp chương trình giáo dục trực tiếp và từ xa, giáo dục sau đại học và một loạt các khóa học khác.
Trường có cơ sở riêng, ký túc xá, cơ sở xã hội và sân thể thao. Nó cũng có một thư viện và nhà xuất bản riêng - "Nhà xuất bản WSGK"
Trường có các chương trình đào tạo và ngoại khóa cho sinh viên quốc tế, có ký túc xá riêng, cơ sở hạ tầng thể thao và thư viện. Sinh viên được đào tạo ở Ba Lan và nước ngoài.

## Các khoa
- Làm vườn
- Điều dưỡng (giai đoạn I)
- Điều dưỡng (giai đoạn II)
- Khảo sát và lập bản đồ (inż.)
- Đo đạc và bản đồ (mgr)
- Kỹ thuật
- Nghiên cứu châu Âu (Licencjat)
- Nghiên cứu châu Âu (mgr)
- Quản lý (các lĩnh vực khác nhau tùy chọn)
- Khoa học máy tính
- Giáo dục đặc biệt
- Quản trị
- Du lịch, kinh doanh khách sạn

và các khoa khác.